# Bistum Posadas
Das Bistum Posadas (lat.: Dioecesis Posadensis, span.: Diócesis de Posadas) ist eine in Argentinien gelegene römisch-katholische Diözese mit Sitz in der Großstadt Posadas.

## Geschichte
Das Bistum Posadas wurde am 11. Februar 1957 durch Papst Pius XII. mit der Päpstlichen Bulle Quandoquidem adoranda aus Gebietsabtretungen des Bistums Corrientes errichtet. Am 16. Juni 1986 wurden Teile des Territoriums des Bistums mit der Päpstlichen Bulle Abeunt alterna vice zur Gründung des Bistums Puerto Iguazú abgetrennt. Am 13. Juni 2009 gab das Bistum Posadas Teile seines Territoriums zur Gründung des Bistums Oberá ab.
Das Bistum Posadas ist dem Erzbistum Corrientes als Suffraganbistum unterstellt. 

## Bischöfe von Posadas
- Jorge Kémérer SVD, 1957–1986
- Carmelo Juan Giaquinta, 1986–1993, dann Erzbischof von Resistencia
- Alfonso Delgado Evers, 1994–2000, dann Erzbischof von San Juan de Cuyo
- Juan Rubén Martinez, seit 2000